# 1743
Il 1743 (MDCCXLIII in numeri romani) è un anno  del XVIII secolo.

## Eventi
- Epidemia di peste in Italia.
- 20 febbraio – Terremoto di Nardò.
- 27 giugno – Battaglia di Dettingen: Nel corso della Guerra di successione austriaca (1740-1748), l'Esercito Prammatico, comandato da re Giorgio II, sconfisse quello francese del Duca di Noailles.
- 7 agosto – Pace di Åbo: Conclusione della Guerra russo-svedese.
- 13 settembre – Trattato di Worms: Patto di alleanza sottoscritto da Gran Bretagna, Austria e Regno di Sardegna in funzione anti-francese.
- Si esibisce in Germania, alla corte del duca Karl Theodor, la prima orchestra sinfonica.

## Nati

### Gennaio
- 3 gennaio - Joseph-Benoît Suvée, pittore belga († 1807)
- 5 gennaio - Karl Heinrich di Nassau-Siegen, avventuriero e ufficiale francese († 1808)
- 7 gennaio - Francesco Conforti, presbitero, teologo e giurista italiano († 1799)
- 13 gennaio - Caroline Russell, nobildonna inglese († 1811)
- 18 gennaio - Louis Claude de Saint-Martin, filosofo francese († 1803)
- 20 gennaio - Tommaso Napoli, storico italiano († 1825)
- 24 gennaio - Anne Luttrell, nobildonna irlandese († 1808)
- 24 gennaio - Paolo Giuseppe Solaro, cardinale e vescovo cattolico italiano († 1824)
- 25 gennaio - Friedrich Heinrich Jacobi, filosofo tedesco († 1819)

### Febbraio
- 1º febbraio - Johan Christopher Toll, militare e diplomatico svedese († 1817)
- 3 febbraio - Joseph Konrad von Schroffenberg, vescovo cattolico tedesco († 1803)
- 8 febbraio - Louis-Auguste-Philippe d'Affry, militare e politico svizzero († 1810)
- 12 febbraio - Francis Ingram-Seymour-Conway, II marchese di Hertford, nobile e politico britannico († 1822)
- 13 febbraio - Joseph Banks, naturalista inglese († 1820)
- 13 febbraio - Liévin-Bonaventure Proyart, scrittore e abate francese († 1808)
- 17 febbraio - François Cacault, diplomatico, politico e collezionista d'arte francese († 1805)
- 17 febbraio - Saverio Landolina, archeologo italiano († 1814)
- 19 febbraio - Luigi Boccherini, compositore e violoncellista italiano († 1805)
- 20 febbraio - James Gandon, architetto irlandese († 1823)
- 23 febbraio - Carlo Verri, prefetto e politico italiano († 1823)
- 28 febbraio - René Just Haüy, mineralogista, cristallografo e religioso francese († 1822)
- 28 febbraio - Carolina d'Orange-Nassau, principessa († 1787)

### Marzo
- 4 marzo - Salomone Fiorentino, poeta italiano († 1815)
- 4 marzo - Charles-François-Joseph Pisani de La Gaude, vescovo cattolico francese († 1826)
- 4 marzo - Hieronim Janusz Sanguszko, nobile e generale polacco († 1812)
- 5 marzo - Jean-Simon Berthélemy, pittore francese († 1811)
- 14 marzo - Hannah Cowley, drammaturga inglese († 1809)
- 17 marzo - Jean-Baptiste Grosier, orientalista francese († 1823)
- 17 marzo - Johann Georg Meusel, bibliografo e lessicografo tedesco († 1820)
- 20 marzo - William Harcourt, III conte Harcourt, nobile e militare inglese († 1830)
- 28 marzo - Ekaterina Romanovna Voroncova, scrittrice russa († 1810)
- 30 marzo - Diego Giuseppe da Cadice, presbitero spagnolo († 1801)

### Aprile
- 1º aprile - Edward Pakenham, II barone di Longford, ufficiale irlandese († 1792)
- 3 aprile - Sofia Carlotta di Anhalt-Bernburg-Schaumburg-Hoym, nobile († 1781)
- 7 aprile - Madame Vestris, attrice teatrale francese († 1804)
- 13 aprile - Thomas Jefferson, politico, scienziato e architetto statunitense († 1826)
- 13 aprile - Gioacchino Pessuti, matematico e politico italiano († 1814)
- 13 aprile - Anna Michajlovna Voroncova, nobildonna russa († 1769)
- 20 aprile - Christoph Leontievič Euler, generale e nobile tedesco († 1808)

### Maggio
- 5 maggio - Evdokija Borisovna Jusupova, nobildonna russa († 1780)
- 8 maggio - Gaspare Luigi Cassola, gesuita, filosofo e traduttore italiano († 1809)
- 12 maggio - Giuseppe Gioeni, nobile, naturalista e vulcanologo italiano († 1822)
- 14 maggio - Richard Earlom, incisore e pittore inglese († 1822)
- 14 maggio - Louis le Bègue du Presle Duportail, politico, generale e nobile francese († 1802)
- 20 maggio - Toussaint Louverture, rivoluzionario haitiano († 1803)
- 20 maggio - Jules César Denis van Loo, pittore francese († 1821)
- 24 maggio - Jean-Paul Marat, politico, medico e giornalista francese († 1793)
- 25 maggio - Georg Christian Unger, architetto tedesco († 1799)
- 26 maggio - Giuseppe De Conti, storico e scrittore italiano († 1817)
- 28 maggio - Johann David Wyss, scrittore e pastore protestante svizzero († 1818)

### Giugno
- 2 giugno - Giambattista Boetti, condottiero italiano († 1798)
- 2 giugno - Cagliostro, avventuriero italiano († 1795)
- 2 giugno - Giuseppe Serventi, medico, banchiere e imprenditore italiano († 1826)
- 3 giugno - José Fernando de Abascal y Sousa, generale spagnolo († 1821)
- 3 giugno - Lucia Galeazzi Galvani, scienziata italiana († 1790)
- 3 giugno - Guglielmo I d'Assia-Kassel, sovrano tedesco († 1821)
- 4 giugno - Jean-Baptiste Rondelet, architetto francese († 1829)
- 6 giugno - Charles Gabriel Lemonnier, pittore francese († 1824)
- 10 giugno - Willem Jacob Herreyns, pittore fiammingo († 1827)
- 10 giugno - Francesco Soave, filosofo, traduttore e docente svizzero († 1806)
- 18 giugno - Ignazio Gaetano Boncompagni Ludovisi, cardinale italiano († 1790)
- 18 giugno - Alexander Gordon, IV duca di Gordon, nobile e politico scozzese († 1827)
- 19 giugno - Antonio Lamberto Rusconi, cardinale e vescovo cattolico italiano († 1825)
- 20 giugno - Anna Laetitia Barbauld, scrittrice britannica († 1825)
- 22 giugno - Giovanni Rinuccini, cardinale italiano († 1801)
- 23 giugno - Ekaterina Petrovna Šuvalova, nobildonna russa († 1817)
- 27 giugno - Pavel Sergeevič Potëmkin, generale russo († 1796)
- 29 giugno - Adolfo d'Assia-Philippsthal-Barchfeld, nobile († 1803)

### Luglio
- 8 luglio - Vladimir Grigor'evič Orlov, generale russo († 1831)
- 8 luglio - Henry Swinburne, scrittore e viaggiatore britannico († 1803)
- 13 luglio - Anton Maria Fineschi, agronomo e giurista italiano († 1803)
- 14 luglio - Gavriil Romanovič Deržavin, poeta, scrittore e drammaturgo russo († 1816)
- 14 luglio - William Paley, filosofo e teologo inglese († 1805)
- 29 luglio - Friedrich Karl zu Löwenstein-Wertheim-Freudenberg, principe e politico tedesco († 1825)

### Agosto
- 5 agosto - Carlo Lodovico Morozzo, chimico e naturalista italiano († 1804)
- 7 agosto - Rocco Bovi, scienziato italiano († 1831)
- 13 agosto - Maria Elisabetta d'Asburgo-Lorena, badessa († 1808)
- 15 agosto - Thomas Henderson, politico statunitense († 1824)
- 17 agosto - Eberhard August Wilhelm von Zimmermann, geografo e zoologo tedesco († 1815)
- 19 agosto - Marie-Jeanne Bécu, contessa du Barry, nobile francese († 1793)
- 24 agosto - Federico Manfredini, politico italiano († 1829)
- 26 agosto - Antoine-Laurent de Lavoisier, chimico, biologo e filosofo francese († 1794)

### Settembre
- 9 settembre - Johann Jacob Ferber, mineralogista svedese († 1790)
- 10 settembre - Francesco Maria d'Este, vescovo cattolico italiano († 1821)
- 10 settembre - Anne Emmanuel de Croÿ, nobile († 1803)
- 11 settembre - Nicolai Abraham Abildgaard, pittore danese († 1809)
- 13 settembre - Antoine-Alexis Cadet de Vaux, chimico, farmacista e agronomo francese († 1828)
- 15 settembre - Camillo Morigia, architetto e nobile italiano († 1795)
- 17 settembre - Nicolas de Condorcet, matematico, economista e filosofo francese († 1794)
- 23 settembre - Pompeo Baldasseroni, avvocato e giurista italiano († 1807)
- 23 settembre - Charles Combe, medico e numismatico britannico († 1817)
- 25 settembre - François Thomas Galbaud-Dufort, generale francese († 1801)
- 29 settembre - Antonio Cagnoli, astronomo, matematico e diplomatico italiano († 1816)
- 29 settembre - Michele Lenti, pittore italiano († 1831)
- 30 settembre - Jerónimo Francisco de Lima, compositore portoghese († 1822)
- 30 settembre - Christian Ehregott Weinlig, compositore e direttore di coro tedesco († 1813)

### Ottobre
- 5 ottobre - Giuseppe Gazzaniga, compositore italiano († 1818)
- 5 ottobre - Louis Genty, teologo e religioso francese († 1817)
- 16 ottobre - Anna Davia, cantante lirica italiana († 1810)
- 20 ottobre - François Chopart, chirurgo francese († 1795)
- 25 ottobre - Federico Carlo Augusto di Waldeck e Pyrmont, sovrano tedesco († 1812)
- 31 ottobre - Vittorio Amedeo II di Savoia-Carignano, nobile italiano († 1780)

### Novembre
- 1º novembre - Johann Friedrich Wilhelm Herbst, naturalista e entomologo tedesco († 1807)
- 4 novembre - Daniel Lescallier, politico francese († 1822)
- 8 novembre - Johann Christian Ludwig Hellwig, entomologo e autore di giochi tedesco († 1831)
- 11 novembre - Carl Peter Thunberg, botanico e entomologo svedese († 1828)
- 16 novembre - Jacques-Charles de Fitz-James, generale francese († 1805)
- 23 novembre - Théophile-Malo de La Tour d'Auvergne-Corret, militare e storico francese († 1800)
- 25 novembre - Giuseppe Maria Galanti, economista, storico e politico italiano († 1806)
- 25 novembre - Guglielmo Enrico di Hannover, nobile inglese († 1805)
- 25 novembre - Giovanni Battista Zauli, cardinale italiano († 1819)
- 29 novembre - Andrea Vici, architetto italiano († 1817)
- 29 novembre - Jean-François Vonck, politico e avvocato fiammingo († 1792)

### Dicembre
- 1º dicembre - Martin Heinrich Klaproth, chimico tedesco († 1817)
- 2 dicembre - Francesco Saverio Maria Bianchi, presbitero italiano († 1815)
- 3 dicembre - Luigi Pianazzi, vescovo cattolico e missionario italiano († 1802)
- 5 dicembre - Louisa Lennox, nobildonna inglese († 1821)
- 7 dicembre - Johann Joachim Eschenburg, critico letterario e storico tedesco († 1820)
- 11 dicembre - Bernhard Erasmus von Deroy, nobile e generale tedesco († 1812)
- 23 dicembre - Claude-Emmanuel Dobsen, magistrato e rivoluzionario francese († 1822)
- 27 dicembre - Marie-Madeleine Guimard, danzatrice francese († 1816)
- 28 dicembre - Victoire Armande Josèphe de Rohan-Soubise, nobile francese († 1807)
- 30 dicembre - Eugène-Guillaume Argenteau, generale austriaco († 1819)

### Senza giorno specificato
- Etta Palm d'Aelders, attivista olandese († 1799)
- Amram ben Diwan, rabbino marocchino († 1782)
- Sof'ja Osipovna Apraksina, nobildonna russa
- Antonio Giuseppe Arriu, teologo italiano († 1816)
- Parsegh Bedros IV Avkadian († 1788)
- Raphael Isaiah Azulai, rabbino italiano († 1830)
- Carl Ludwig Bachmann, gambista e liutaio tedesco († 1809)
- Matteo Barbieri, presbitero e matematico italiano († 1789)
- Giuseppe Basta, presbitero, giurista e scrittore italiano († 1819)
- Juan Francisco de la Bodega y Quadra, militare, esploratore e navigatore peruviano († 1794)
- Louis-Simon Boizot, scultore francese († 1809)
- Joseph Brant, politico e condottiero nativo americano († 1807)
- Francesco Bussani, basso italiano
- Antonio Carpaccio, storico italiano († 1817)
- Edmund Cartwright, inventore britannico († 1823)
- Michail Dmitrievič Čulkov, scrittore russo († 1793)
- Giovanni David, pittore e incisore italiano († 1790)
- Louis Jean Desprez, pittore e architetto francese († 1804)
- Johannes Ewald, drammaturgo danese († 1781)
- Andrea Favi, compositore e organista italiano († 1822)
- Angelo Gagliano da Mazzarino, ebanista e religioso italiano († 1809)
- Giacca Blu, nativo americano († 1810)
- Ferdinando Gregori, incisore italiano († 1804)
- Isidore Stanislas Helman, incisore francese
- Timothy Lane, scienziato britannico († 1807)
- Felice Lioy, avvocato e politico italiano († 1826)
- Carmelo Moncada Oneto, nobile, politico e militare italiano († 1830)
- Jean-Laurent Mosnier, pittore e miniaturista francese († 1808)
- Vasilij Stepanovič Popov, generale russo († 1822)
- Jean-Moisé Pouzait, orologiaio svizzero († 1793)
- David Roentgen, ebanista tedesco († 1807)
- Thomas-Marie Royou, giornalista francese († 1792)
- Safranbolulu Izzet Mehmet Pascià, politico ottomano († 1812)
- Vincenzo di Sangro, nobile italiano († 1790)
- Giuseppe Sbravati, scultore italiano († 1818)
- Marmaduke Tunstall, ornitologo, botanico e naturalista britannico († 1790)
- Josef Winterhalder, pittore tedesco († 1807)
- Mohammad Kanzul Alam, sovrano bruneiano († 1829)
- Jacob van der Aa, pittore olandese († 1776)

## Morti

### Gennaio
- 4 gennaio - Anselmo Banduri, numismatico, bizantinista e antiquario italiano (n. 1671)
- 7 gennaio - François Victor Le Tonnelier de Breteuil, politico e nobile francese (n. 1686)
- 7 gennaio - Anna Sofia Reventlow, regina danese (n. 1693)
- 8 gennaio - William Capell, III conte di Essex, nobile e diplomatico inglese (n. 1697)
- 9 gennaio - Pompeo Campana, tipografo italiano (n. 1679)
- 11 gennaio - Giulio Resta, vescovo cattolico italiano (n. 1657)
- 12 gennaio - Camillo Cybo, cardinale italiano (n. 1681)
- 14 gennaio - Johan Jacob Döbelius, medico tedesco (n. 1674)
- 17 gennaio - Guillaume Hyacinthe Bougeant, gesuita e storico francese (n. 1690)
- 22 gennaio - Paul Gabriel Antoine, teologo e gesuita francese (n. 1678)
- 27 gennaio - Pietro Maria Pieri, cardinale italiano (n. 1676)
- 29 gennaio - André-Hercule de Fleury, cardinale, vescovo cattolico e politico francese (n. 1653)
- 29 gennaio - Bruno Tozzi, religioso, botanico e micologo italiano (n. 1656)
- 30 gennaio - Niccolò del Giudice, cardinale italiano (n. 1660)

### Febbraio
- 1º febbraio - Giuseppe Ottavio Pitoni, compositore italiano (n. 1657)
- 1º febbraio - Jacob Friedrich Reimmann, teologo, pedagogo e filosofo tedesco (n. 1688)
- 2 febbraio - Martino Bitti, compositore e violinista italiano (n. 1656)
- 4 febbraio - Ilario Tranquillo, teologo e scrittore italiano (n. 1668)
- 7 febbraio - Lodovico Giustini, compositore, organista e clavicembalista italiano (n. 1685)
- 8 febbraio - Pier Marcellino Corradini, cardinale e arcivescovo cattolico italiano (n. 1658)
- 10 febbraio - Luisa Adelaide di Borbone-Orléans, nobile francese (n. 1698)
- 12 febbraio - Francis Howard, I conte di Effingham, nobile e militare inglese (n. 1683)
- 14 febbraio - Giovanni Francesco Crivelli, matematico e religioso italiano (n. 1691)
- 17 febbraio - Giovanni Fischietti, docente e compositore italiano (n. 1692)
- 18 febbraio - Anna Maria Luisa de' Medici, nobile italiana (n. 1667)
- 18 febbraio - Guglielmo Giacinto di Nassau-Siegen, principe tedesco (n. 1667)
- 20 febbraio - Robert FitzGerald, XIX conte di Kildare, nobile irlandese (n. 1675)
- 22 febbraio - Luis Belluga Moncada, cardinale e vescovo cattolico spagnolo (n. 1662)
- 24 febbraio - Luigi Guglielmo II Moncada, nobile italiano

### Marzo
- 2 marzo - James Hamilton, V duca di Hamilton, nobile scozzese (n. 1703)
- 4 marzo - Prospero Colonna, cardinale italiano (n. 1672)
- 7 marzo - Claude François Bidal d'Asfeld, generale francese (n. 1665)
- 9 marzo - Gabriele Gualdo, teologo italiano (n. 1659)
- 9 marzo - Jean-Baptiste Lully il Giovane, compositore francese (n. 1665)
- 16 marzo - Jean-Baptiste Matho, compositore francese (n. 1663)
- 17 marzo - Dorotea Guglielmina di Sassonia-Zeitz, duchessa (n. 1691)
- 19 marzo - Ignazio Solaro di Moretta, nobile e diplomatico italiano (n. 1662)
- 20 marzo - Jean Beausire, architetto e ingegnere francese (n. 1651)
- 21 marzo - Philipp Karl von Eltz, arcivescovo cattolico tedesco (n. 1665)
- 27 marzo - Teresa Emanuela di Baviera, nobile tedesca (n. 1723)
- 28 marzo - Carlo Federico di Sassonia-Meiningen, nobile tedesco (n. 1712)
- 29 marzo - Teresa Benedetta di Baviera, tedesca (n. 1725)

### Aprile
- 5 aprile - Francesco Antonio Finy, cardinale e arcivescovo cattolico italiano (n. 1669)
- 5 aprile - Pierre Denis Martin, pittore e disegnatore francese (n. 1673)
- 12 aprile - Augustine Washington, militare britannico (n. 1694)
- 16 aprile - Cornelis van Bynkershoek, giurista olandese (n. 1673)
- 20 aprile - Tommaso Falcoia, vescovo cattolico italiano (n. 1663)
- 29 aprile - Charles-Irénée Castel de Saint-Pierre, scrittore e filosofo francese (n. 1658)
- 29 aprile - Michel-Charles Le Cène, editore e tipografo francese

### Maggio
- 1º maggio - Maria Maddalena d'Asburgo, nobildonna (n. 1689)
- 2 maggio - Gastone di Lorena, nobile francese (n. 1721)
- 3 maggio - Giovanni Carafa della Spina, militare italiano (n. 1671)
- 4 maggio - Ursula Caterina di Altenbockum, nobildonna polacca (n. 1680)
- 5 maggio - Dorothea Maria Graff, pittrice, disegnatrice e illustratrice tedesca (n. 1678)
- 10 maggio - Melusine von der Schulenburg, nobile tedesca (n. 1667)
- 24 maggio - Giovanni Battista Mazzini, medico e matematico italiano (n. 1677)
- 24 maggio - Charles Wager, ammiraglio e politico inglese (n. 1666)
- 25 maggio - Jacques-Antoine Arlaud, pittore e miniatore svizzero (n. 1668)

### Giugno
- 1º giugno - Robert Le Lorrain, scultore francese (n. 1666)
- 3 giugno - Ogata Kenzan, pittore e ceramista giapponese (n. 1663)
- 4 giugno - Xavier Ehrenbert Fridelli, gesuita, missionario e cartografo austriaco (n. 1673)
- 6 giugno - Antonio Mongitore, scrittore, presbitero e storico italiano (n. 1663)
- 12 giugno - Johann Bernhard Bach il Giovane, compositore tedesco (n. 1700)
- 16 giugno - Luisa Francesca di Borbone, nobile francese (n. 1673)
- 16 giugno - Caterina Vizzani, italiana (n. 1719)
- 20 giugno - Maria Francesca di Monaco, principessa monegasca (n. 1728)
- 20 giugno - Sayf bin Sultan II, sovrano omanita
- 25 giugno - Francesco Arisi, avvocato, poeta e storico italiano (n. 1657)
- 28 giugno - Francesca Manzoni, poetessa italiana (n. 1710)

### Luglio
- 2 luglio - Spencer Compton, I conte di Wilmington, politico inglese (n. 1674)
- 5 luglio - Hatice Sultan, principessa ottomana
- 7 luglio - Jocelyn Sidney, VII conte di Leicester, nobile inglese (n. 1682)
- 11 luglio - Giovanni del Fantasia, architetto italiano (n. 1670)

### Agosto
- 1º agosto - Richard Savage, poeta inglese
- 4 agosto - Charles Emil Lewenhaupt, generale svedese (n. 1691)
- 5 agosto - John Hervey, II barone Hervey, nobile, politico e scrittore inglese (n. 1696)
- 10 agosto - Lodovico Pico della Mirandola, cardinale italiano (n. 1668)
- 18 agosto - Jean-Baptiste Du Halde, storico, sinologo e gesuita francese (n. 1674)
- 19 agosto - Damian Hugo von Schönborn-Buchheim, cardinale e vescovo cattolico tedesco (n. 1676)
- 19 agosto - Luisa Francesca di Borbone, nobile francese (n. 1707)
- 27 agosto - Giacomo Moncada, nobile, politico e militare italiano (n. 1678)

### Settembre
- 9 settembre - Luigi di Lorena, principe di Lambesc, nobile e militare francese (n. 1692)
- 14 settembre - Nicolas Lancret, pittore francese (n. 1690)
- 19 settembre - Tommaso Rossi, filosofo italiano (n. 1673)
- 20 settembre - Giovanni Mercurino Antonio Arborio di Gattinara, vescovo cattolico italiano (n. 1685)
- 23 settembre - Erik Benzelius il Giovane, religioso, teologo e bibliotecario svedese (n. 1675)

### Ottobre
- 1º ottobre - Vittorio Amedeo Ferrero-Fieschi, nobile, militare e diplomatico italiano (n. 1687)
- 4 ottobre - John Campbell, II duca di Argyll, nobile e militare scozzese (n. 1678)
- 5 ottobre - Henry Carey, drammaturgo e poeta inglese (n. 1687)
- 14 ottobre - Francesco Giuseppe Arborio di Gattinara, arcivescovo cattolico italiano (n. 1658)
- 15 ottobre - Bonaventura Barberini, religioso, teologo e arcivescovo cattolico italiano (n. 1674)
- 18 ottobre - Giovanni Antonio Sevalle, ingegnere e architetto italiano (n. 1676)
- 25 ottobre - Carpoforo Mazzetti Tencalla, pittore e scultore svizzero (n. 1685)
- 27 ottobre - Giovanni Gonzaga, nobile italiano (n. 1671)
- 29 ottobre - Toribio José Miguel de Cossío y Campa, politico spagnolo (n. 1665)

### Dicembre
- 5 dicembre - Georges-Louis de Berghes, vescovo cattolico belga (n. 1662)
- 9 dicembre - Louis de Pardaillan de Gondrin, nobile francese (n. 1707)
- 9 dicembre - Francesco di Monaco, principe monegasco (n. 1726)
- 13 dicembre - Giuseppe Torretti, scultore e intagliatore italiano (n. 1664)
- 17 dicembre - Annibale Mazzuoli, pittore e restauratore italiano (n. 1658)
- 23 dicembre - John Jennings, ammiraglio e politico inglese (n. 1664)
- 27 dicembre - Daniele Antonio Bertoli, disegnatore e costumista italiano (n. 1677)
- 27 dicembre - Hyacinthe Rigaud, pittore francese (n. 1659)

### Senza giorno specificato
- Pehr Adlerfelt, militare svedese (n. 1680)
- Thomas Archer, architetto inglese (n. 1668)
- John Astbury, ceramista inglese (n. 1688)
- Chaim ibn Attar, rabbino e religioso marocchino (n. 1696)
- Francisco Balbasor, militare e matematico italiano (n. 1673)
- Philip Christoph Becker, incisore tedesco (n. 1674)
- Placido Campolo, pittore italiano (n. 1693)
- George Cheyne, medico e saggista scozzese (n. 1671)
- Giovanni Cinqui, pittore italiano (n. 1667)
- Vittorio Demignot, artista e artigiano italiano (n. 1660)
- Alexandre-François Desportes, pittore francese (n. 1661)
- Girolamo Donnini, pittore italiano (n. 1681)
- Giuseppe Ferrara, architetto italiano (n. 1660)
- Antonio Filocamo, pittore italiano (n. 1669)
- Fra Galgario, pittore italiano (n. 1655)
- Ferdinando Galli da Bibbiena, architetto e scenografo italiano (n. 1657)
- Hacı İvaz Mehmed Pascià, politico ottomano (n. 1675)
- Johann Georg Keyßler, archeologo e scrittore tedesco (n. 1693)
- Jean-Baptiste Naudin, cartografo e ingegnere francese
- Litterio Paladino, incisore e pittore italiano (n. 1691)
- Gerolamo Pittaluga, scultore italiano
- Franz Ferdinand Richter, pittore polacco (n. 1693)
- Domenico Maria Spinola, doge (n. 1666)
- Nicolò Spinola, doge (n. 1677)
- Sultan bin Murshid, sovrano omanita
- Cristoforo Terzi, pittore italiano (n. 1692)
- Giovanni Tuccari, pittore italiano (n. 1667)
- Giuseppe Zola, pittore italiano (n. 1672)
- Aubry de La Mottraye, scrittore e viaggiatore francese

## Calendario
| Calendario 1743 | Calendario 1743 | Calendario 1743 | Calendario 1743 | Calendario 1743 | Calendario 1743 | Calendario 1743 | Calendario 1743 | Calendario 1743 | Calendario 1743 | Calendario 1743 | Calendario 1743 | Calendario 1743 | Calendario 1743 | Calendario 1743 | Calendario 1743 | Calendario 1743 | Calendario 1743 | Calendario 1743 | Calendario 1743 | Calendario 1743 | Calendario 1743 | Calendario 1743 | Calendario 1743 | Calendario 1743 | Calendario 1743 | Calendario 1743 | Calendario 1743 | Calendario 1743 | Calendario 1743 | Calendario 1743 | Calendario 1743 | Calendario 1743 |
| --------------- | --------------- | --------------- | --------------- | --------------- | --------------- | --------------- | --------------- | --------------- | --------------- | --------------- | --------------- | --------------- | --------------- | --------------- | --------------- | --------------- | --------------- | --------------- | --------------- | --------------- | --------------- | --------------- | --------------- | --------------- | --------------- | --------------- | --------------- | --------------- | --------------- | --------------- | --------------- | --------------- |
|                 | 1               | 2               | 3               | 4               | 5               | 6               | 7               | 8               | 9               | 10              | 11              | 12              | 13              | 14              | 15              | 16              | 17              | 18              | 19              | 20              | 21              | 22              | 23              | 24              | 25              | 26              | 27              | 28              | 29              | 30              | 31              |                 |
| Gennaio         | Ma              | Me              | Gi              | Ve              | Sa              | Do              | Lu              | Ma              | Me              | Gi              | Ve              | Sa              | Do              | Lu              | Ma              | Me              | Gi              | Ve              | Sa              | Do              | Lu              | Ma              | Me              | Gi              | Ve              | Sa              | Do              | Lu              | Ma              | Me              | Gi              |                 |
| Febbraio        | Ve              | Sa              | Do              | Lu              | Ma              | Me              | Gi              | Ve              | Sa              | Do              | Lu              | Ma              | Me              | Gi              | Ve              | Sa              | Do              | Lu              | Ma              | Me              | Gi              | Ve              | Sa              | Do              | Lu              | Ma              | Me              | Gi              |                 |                 |                 |                 |
| Marzo           | Ve              | Sa              | Do              | Lu              | Ma              | Me              | Gi              | Ve              | Sa              | Do              | Lu              | Ma              | Me              | Gi              | Ve              | Sa              | Do              | Lu              | Ma              | Me              | Gi              | Ve              | Sa              | Do              | Lu              | Ma              | Me              | Gi              | Ve              | Sa              | Do              |                 |
| Aprile          | Lu              | Ma              | Me              | Gi              | Ve              | Sa              | Do              | Lu              | Ma              | Me              | Gi              | Ve              | Sa              | Do              | Lu              | Ma              | Me              | Gi              | Ve              | Sa              | Do              | Lu              | Ma              | Me              | Gi              | Ve              | Sa              | Do              | Lu              | Ma              |                 |                 |
| Maggio          | Me              | Gi              | Ve              | Sa              | Do              | Lu              | Ma              | Me              | Gi              | Ve              | Sa              | Do              | Lu              | Ma              | Me              | Gi              | Ve              | Sa              | Do              | Lu              | Ma              | Me              | Gi              | Ve              | Sa              | Do              | Lu              | Ma              | Me              | Gi              | Ve              |                 |
| Giugno          | Sa              | Do              | Lu              | Ma              | Me              | Gi              | Ve              | Sa              | Do              | Lu              | Ma              | Me              | Gi              | Ve              | Sa              | Do              | Lu              | Ma              | Me              | Gi              | Ve              | Sa              | Do              | Lu              | Ma              | Me              | Gi              | Ve              | Sa              | Do              |                 |                 |
| Luglio          | Lu              | Ma              | Me              | Gi              | Ve              | Sa              | Do              | Lu              | Ma              | Me              | Gi              | Ve              | Sa              | Do              | Lu              | Ma              | Me              | Gi              | Ve              | Sa              | Do              | Lu              | Ma              | Me              | Gi              | Ve              | Sa              | Do              | Lu              | Ma              | Me              |                 |
| Agosto          | Gi              | Ve              | Sa              | Do              | Lu              | Ma              | Me              | Gi              | Ve              | Sa              | Do              | Lu              | Ma              | Me              | Gi              | Ve              | Sa              | Do              | Lu              | Ma              | Me              | Gi              | Ve              | Sa              | Do              | Lu              | Ma              | Me              | Gi              | Ve              | Sa              |                 |
| Settembre       | Do              | Lu              | Ma              | Me              | Gi              | Ve              | Sa              | Do              | Lu              | Ma              | Me              | Gi              | Ve              | Sa              | Do              | Lu              | Ma              | Me              | Gi              | Ve              | Sa              | Do              | Lu              | Ma              | Me              | Gi              | Ve              | Sa              | Do              | Lu              |                 |                 |
| Ottobre         | Ma              | Me              | Gi              | Ve              | Sa              | Do              | Lu              | Ma              | Me              | Gi              | Ve              | Sa              | Do              | Lu              | Ma              | Me              | Gi              | Ve              | Sa              | Do              | Lu              | Ma              | Me              | Gi              | Ve              | Sa              | Do              | Lu              | Ma              | Me              | Gi              |                 |
| Novembre        | Ve              | Sa              | Do              | Lu              | Ma              | Me              | Gi              | Ve              | Sa              | Do              | Lu              | Ma              | Me              | Gi              | Ve              | Sa              | Do              | Lu              | Ma              | Me              | Gi              | Ve              | Sa              | Do              | Lu              | Ma              | Me              | Gi              | Ve              | Sa              |                 |                 |
| Dicembre        | Do              | Lu              | Ma              | Me              | Gi              | Ve              | Sa              | Do              | Lu              | Ma              | Me              | Gi              | Ve              | Sa              | Do              | Lu              | Ma              | Me              | Gi              | Ve              | Sa              | Do              | Lu              | Ma              | Me              | Gi              | Ve              | Sa              | Do              | Lu              | Ma              |                 |